# 紫烟荘
紫烟荘（しえんそう）は、堀口捨己による1926年（大正15年）の建築作品である。木造一部2階建ての住宅建築であり、実業家・牧田清之助の妾宅として、埼玉県北足立郡芝村に建造された。「紫烟荘」の名前は「早蕨の紫の烟の如き」ことにちなむものである。堀口がヨーロッパ遊学中に出会った、オランダのモダンデザイン様式であるデ・ステイルとアムステルダム派を基調にしながらも、茶室風の和風の意匠を取り込んでいる。建設の2年後にあたる1928年（昭和3年）に、火災により焼失した。紫烟荘は堀口による住宅建築の初期の作品例であり、大正期日本のモダン建築の佳作として評価されている。

## 建築
木造一部2階建ての平屋であり、延床面積は32.4坪 (107 m2)。建設場所は埼玉県北足立郡芝村字宮根5347（現：川口市芝5347）であるが、土地登記簿を確認しても依頼者・牧田清之助の所有が確認できないため、借地であったと考えられる。

### 平面構造
1階に居間・日光室・書斎・寝室・暗室・台所・風呂・便所、2階に納戸を備えるほか、炉が切られた6畳間がある別棟が付属していた。天井高を低くした玄関を通ると、書斎を一体化した洋風の居間につながる。また、日光室はガラス戸を介して居間に隣接する。堀口は建築のみならず、内装から住宅周囲までをトータルデザイン的に設計しており、別棟のポンプ室との間には水盤が設けられた。料理室は、風呂と隣接し、水回りのまとまりを形成している。
窪田光佑・河田智成は、紫烟荘の平面構造について「外形的な枠組みのなかに居間や広間を配置し、この枠組みの外にテラス ･ 池や浴室を付随させる計画」であり、各部屋のあいだの平面的構造のずれを、居間を中心とする空壁の設置によってバランスさせたものと論じている。

### 意匠

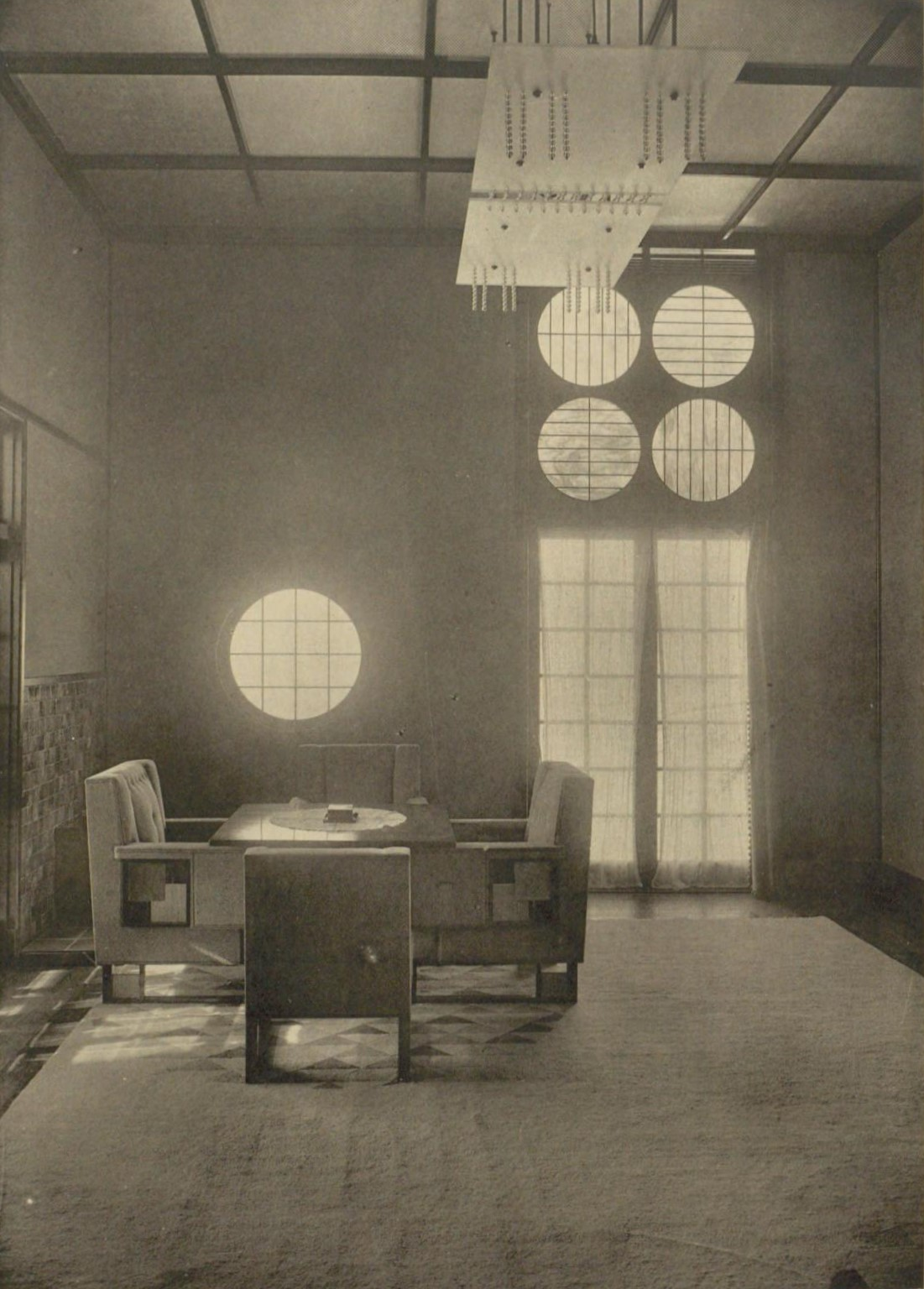
紫烟荘居間内装

壁は純白に仕上げ、一部に柱と梁を露出して、茅葺の屋根をきのこのように伏せている。屋根には水平の庇を段違いに差し込み、白い面をいくつもの長方形に分割している。「白い平滑な壁の上に水平の軒が張り出し、そこに自由曲面の屋根が重なる」という造形様式は、藤岡洋保いわく堀口の当時好んだ手法であった。窪田・河田は、同建築の外観は、水平の軒によって区切られた各部屋の独立したボリュームが、「特異な曲線を描く茅葺き屋根」による全体ボリュームによって統合した、「全体を破りながら各部分を繋ぎとめている」ものであると論じている。
藤森照信によれば、水平の庇と面の分割はデ・ステイル、茅葺の屋根はアムステルダム派の影響を受けたものである。オランダにおいて両者は対立的な派閥であったが、堀口は両者を折衷しただけでなく、内装を聚楽壁（土壁の代表的様式）と「銀箔もみじわ紙」、タイルで仕上げ、天井は格子天井とするなど茶室の意匠を取り込んでいる。寝室壁面の木枠の装飾は面ごとにずれを生じさせたものであり、窪田光佑・河田智成いわく「茶室の内装、あるいは、書院造りの違い棚のモチーフを連想させる」ものである。また、ここで堀口は、「近代建築の表徴ともされていた」鉄やコンクリートといった材料を避け、伝統的な材料のみを利用している。
調度品には幾何学的な意匠が多用され、居間の絨毯は、「三角形の規則的な集合によって円をつくり上げている」意匠であり、窓にも円形を用いることで、空間に統一感を持たせている。一方で、長椅子は曲線的な非対称のデザインとなっている。また、「キラキラ光る鎖が幾筋も垂れる照明器具のデザイン」や、壁・天井・絨毯の多彩な色調は、ウィーン工房の影響を感じさせるものである。

### 建築作品としての評価
窪田・河田は、紫烟荘およびその前作である小出邸を、「堀口が実作経験の少ないなかで、ヨーロッパの新建築に刺激を受けながら、試行錯誤の末に完成させたもの」であり、「堀口初期を知る上で、重要な建築作品であると考えられる」と論じている。藤森照信は、紫烟荘の造形を「アムステルダム派、デ・スティル、ウィーン工房、そして茶室。これだけのデザインが溶け合わされて珠のような空間が生れた。一九二〇年代の世界のモダンデザインの傑作の一つに数えてかまわない」と高く評価している。建築家の大西麻貴は、紫烟荘を学生時代から好きだった建築の一つに挙げ、「数寄屋的というか、幾何学形態と細い線の組み合わせによってできた、濃密で繊細な意匠」である一方で、「茅葺きの屋根がそれをダイナミックなものに変えて、大らかさと繊細さが同居し、それによって、ひょうきんさや愛らしさみたいなものが生まれている」と評価している。
一方で、建築家の森田茂介は、紫烟荘の建築当初は「写真を見て非常に感激した」一方で、「それから10年くらい経って、この建物の写真を見たときに、ちょっと旧いなと言う感じ」を受けたと述べ、桂離宮などと異なり、紫烟荘の場合はそれぞれの意匠の必然性が薄かったために、デザインを古くさいものと感じるようになったのではないかと内省している。

## 歴史

### 堀口捨己のオランダ遊学

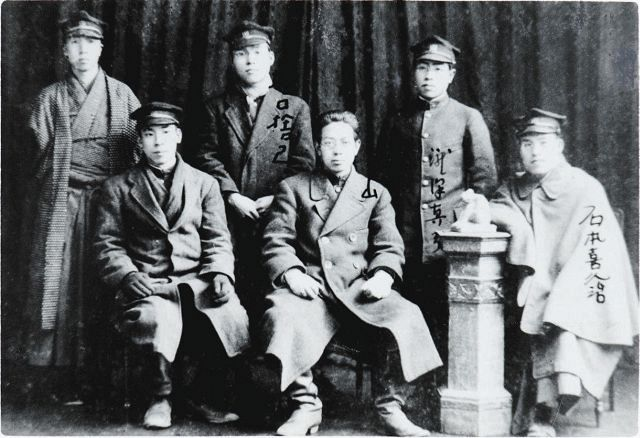
分離派建築会創立時の集合写真。堀口捨己は後列真ん中に映る。

堀口捨己は1895年（明治28年）に誕生し、東京帝国大学建築学科を卒業した1920年（大正9年）に、同期とともに分離派建築会を組織した。彼らは当時の建築界において盛況であった工学重視の傾向に反発しつつも、歴史主義からの独立も志し、海外モダニズム建築の新傾向を学びながら、卒業設計展および「分離派建築宣言」をもって、日本においてははじめての試みである、近代建築運動を実施した。
堀口は1921年（大正10年）に平和記念東京博覧会平和塔を設計したのち、1923年（大正12年）から1924年（大正13年）にかけてヨーロッパに遊学した。彼の関心は当初、ドイツ・オーストリアの、ゼツェッション運動やバウハウスに向けられていたようであるが、遊学の中で、彼は当時「世界的に見ても最も高揚した時期にあった」オランダの近代建築運動に邂逅することとなる。堀口は1923年9月30日からの8日間と「それから半年を経て」の2回にわたりオランダを訪問し、帰国から間もない1924年末には『現代オランダ建築』を上梓している。彼はオランダの建築を視察するにあたって、アムステルダム派の建築雑誌『ウェンディンヘン』編集長のヘンドリック・ウィートフェルトおよびデ・ステイルの建築家であるヤコーブス・アウトに面会しており、特にアムステルダム派建築の視察にあたってはウィートフェルトの影響が大きかったであろうと考えられている。
堀口は『現代オランダ建築』において、最初にパーク・メーアヴェイク（文中では「パーク・メールウク」と表記）の諸建築を紹介している。パーク・メーアヴェイクは1916年から1918年にかけて、アムステルダム郊外のベルヘンに建設された戸建て住宅のコロニーであった。堀口は同書において、アムステルダム派近代建築が同国の民家の意匠を参考にするものであることを指摘しつつ、これらの建築が単に民家の意匠を汲んだ「部分的な奇に失したやり方」に帰しておらず、数寄屋造りに比較されるような、近代的な建築様式のなかに非都市的な精神を溶け込ませた建築作品として昇華させることができていることを評価する。のちに建築される紫烟荘の外観は、パーク・メーアヴェイクの近代建築群、あるいは堀口が『現代オランダ建築』において紹介した「パーク・メールウク外の住家」に影響を受けたものとなった。
一方で、紫烟荘の建築意匠には、アムステルダム派がパーク・メーアヴェイクで取り組んだような「内面の表現欲求を大胆な曲面的造形へと向ける」造形はほとんど取り入れられず、むしろデ・ステイルに触発されたような幾何学的構造が目につく。同書において堀口はアウトの建築をいくつか紹介しているが、作品全体を提示することはなく、陸屋根、フラットな表面、横長窓といった細部の形態面に絞った図版を挿入している。当時のアウトの作品はレンガ造といった伝統的意匠を用いたものが多かったが、堀口はあえて彼のそうした側面を紹介しないことにより、両者の異なる姿勢を強調する狙いがあったものと考えられる。先述したように、紫烟荘においてはアムステルダム派とデ・ステイルの両派閥が折衷したような意匠が採用されているが、藤森は同建築について、ウィードフェルトおよびアウトの両人は「まさか日本から突然来訪した青年が、帰国後このような作品を生み出すとは思いもよらなかったに違いない」と評している。

### 紫烟荘の建築とその後

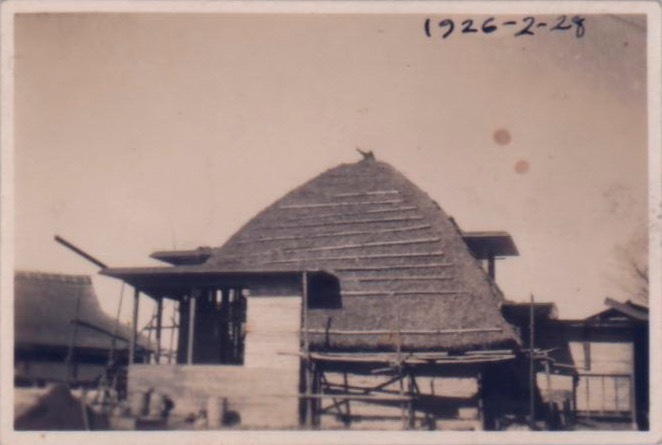
紫烟荘工事中写真

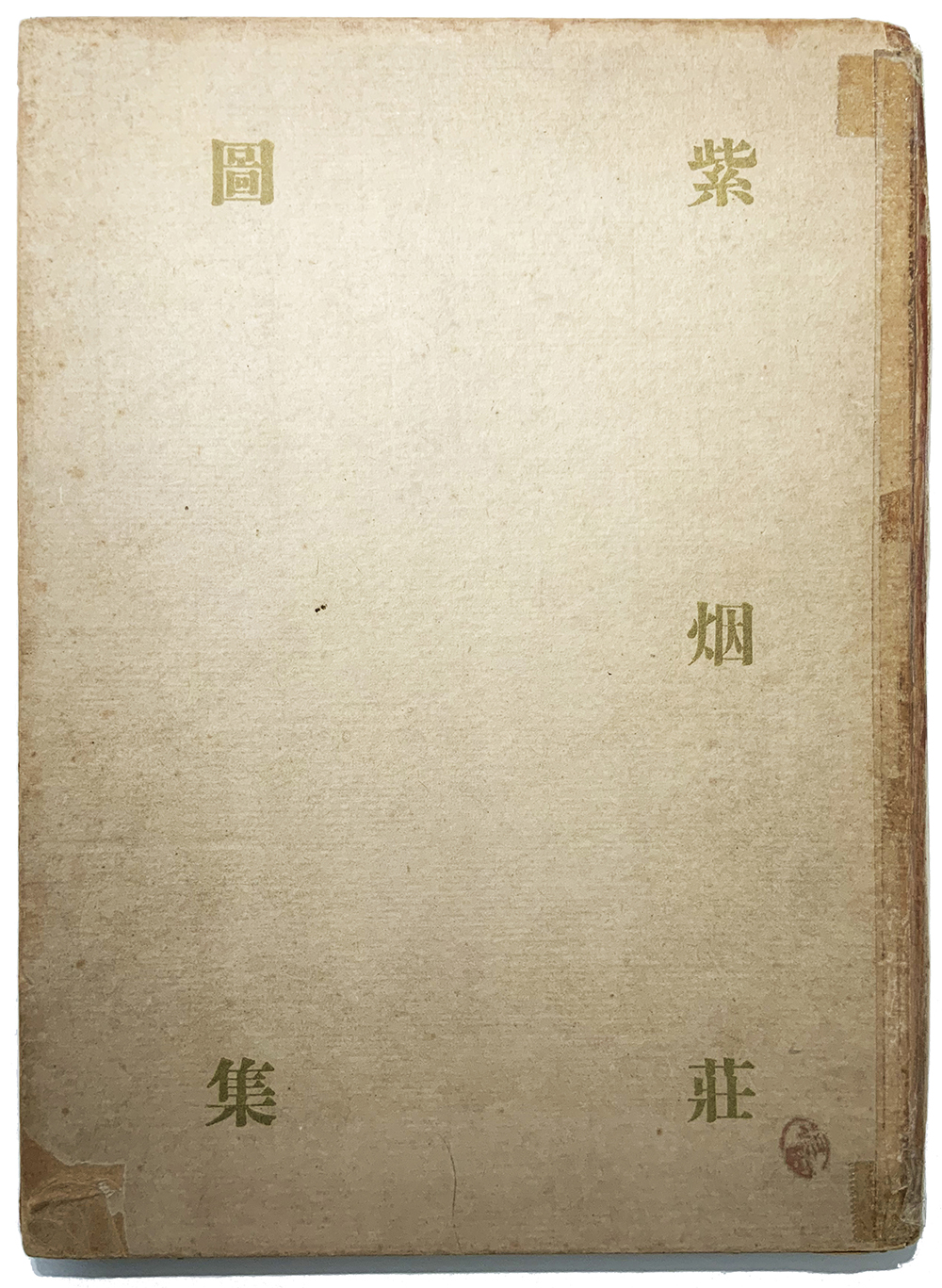
『紫烟荘図集』書影

紫烟荘の依頼者である牧田清之助は、日本橋で呉服商を営む実業家で、日本乗馬協会専務理事をつとめるほか、鎌倉時代書写の『源氏物語』写本を所持し、1941年（昭和16年）には田山信郎・松田武夫校訂の『源氏物語抄』を出版させるなど、文化的活動でも知られた。当時、このような人物が妾をかかえることは少なくなく、紫烟荘に関しても彼の妾宅として設計された。妾宅には応接間や客間、大規模な食堂、子供室といった設備が不要であるため、比較的自由な設計が許された。紫烟荘は埼玉県北足立郡芝村の馬場に隣接して建てられ、馬場の休憩所としても供用された。
堀口は紫烟荘建設の経緯について、1974年（昭和49年）の『堀口捨己作品・家と庭の空間構成』においては「これは馬好きな主人が、私の『現代オランダ建築』という本を見て、茅葺屋根の洋館を作ってみたいということから生まれたもの」と、1966年（昭和41年）の「住宅における伝統のおもみ」（『新建築』1966年5月号）においては「紫烟荘の主人は茶をやり、農が好きな方で、本邸ではすわる生活をされていて、きわめて日本的なんです。たまたまぼくがヨーロッパから帰ってきたときにオランダの近代建築はカヤ葺きだという話をしたら、自分のところのクラブをひとつカヤ葺きの洋館でつくってという注文がでたんです」と述懐している。「紫烟荘」の名前は「早蕨の紫の烟の如き」ことにちなむものであるが、命名が牧田の案であったのか、堀口の案であったのかについては定かではない。
紫烟荘完成の翌年にあたる1927年（昭和2年）には、堀口の手によって『紫烟荘図集』が上梓された。こうした図集を自ら出版することで、建築家の立ち位置を示す行為は、当時としては画期的なものだった。堀口は図集の装幀を自ら行い、冒頭部には彼の論文である「建築の非都市的なものについて」を掲載した。「非都市的なもの」という題名は、関東大震災復興事業にともなう区画整理や、鉄筋コンクリートによる不燃化、住宅供給などにより、当時の建築界の関心が都市に向いていたことを背景とするレトリックである。
彼は同論文中において、「近代の科学と工場的産業からあらわれた多角な騒擾な都市生活」は精神的に必要以上の疲労を感じさせるものであり、人間を疎外するものであると論じた。彼は「休息のために」「育児のために」と人間の欲求を満たすものとしての住宅の意義を強調し、都市的な便利さと非都市的な身体性を調和を必要させる必要性を主張する。堀口の論じるところによれば、紫烟荘は、田園に立脚するような生活の本源的需要に寄り添いつつも、近代住宅の便利さを包摂した建築作品の具体例として築かれたものである。藤岡は、「馬術好きの施主の妾宅」という一般の住宅とはかなり異なる建築を、「住宅建築のプロトタイプになり得るもの」として提示していることは、堀口の建築家としての戦略性を伺わせるものであると述べている。隈研吾は、紫烟荘とこの小論について「恐ろしく早いモダニズム建築批判であった」と論じ、「燃えやすい腐れやすい草、木、壊れやすい脆い土、破れやすい薄い紙」といった物質面を重んじる彼の論調は、建築論として極めて珍しいものであることを指摘している。
堀口は1927年、小石川区関口台町の牧田自邸である双鐘居の建造も手掛けており、1928年（昭和3年）には『住宅双鐘居』を上梓している。紫烟荘は竣工から2年後にあたる1928年に焼失し、双鐘居も戦時中に失われた。

## 関連文献
- 藤岡洋保『表現者・堀口捨己：総合芸術の探求』中央公論美術出版、2009年。ISBN 978-4-8055-0612-7。